# SAS Charlotte Maxeke
Pour les articles homonymes, voir Charlotte Maxeke.
Le SAS Charlotte Maxeke (numéro de coque S102), est un sous-marin de classe Héroïne actuellement en service dans la marine sud-africaine. Cette classe est une variante du sous-marin d'attaque conventionnel diesel-électrique type 209 développé par Howaldtswerke-Deutsche Werft (HDW) en Allemagne. Il porte le nom de Charlotte Maxeke, une dirigeante religieuse et militante politique sud-africaine.
La marraine du S102, Mme Mittah Seperepere, a nommé le sous-marin lors d’une cérémonie à Emden, en Allemagne, le 14 mars 2007.

## Contexte
En juillet 2000, l’Afrique du Sud a signé avec Howaldtswerke-Deutsche Werft (HDW) et Thyssen Nordseewerke un contrat pour la construction de trois sous-marins de type 209/1400. Ces sous-marins remplacent les sous-marins de classe Daphné construits en France (les SAS Spear, SAS Assegaai et SAS Umkhonto) qui ont été mis hors service en 2003. Certains observateurs considèrent que ces bateaux sont les premiers « vrais » sous-marins de la marine sud-africaine, conçus pour être plus à l’aise sous l’eau qu’en surface, contrairement aux submersibles de classe Daphné pour lesquels c’était l’inverse.

## Historique

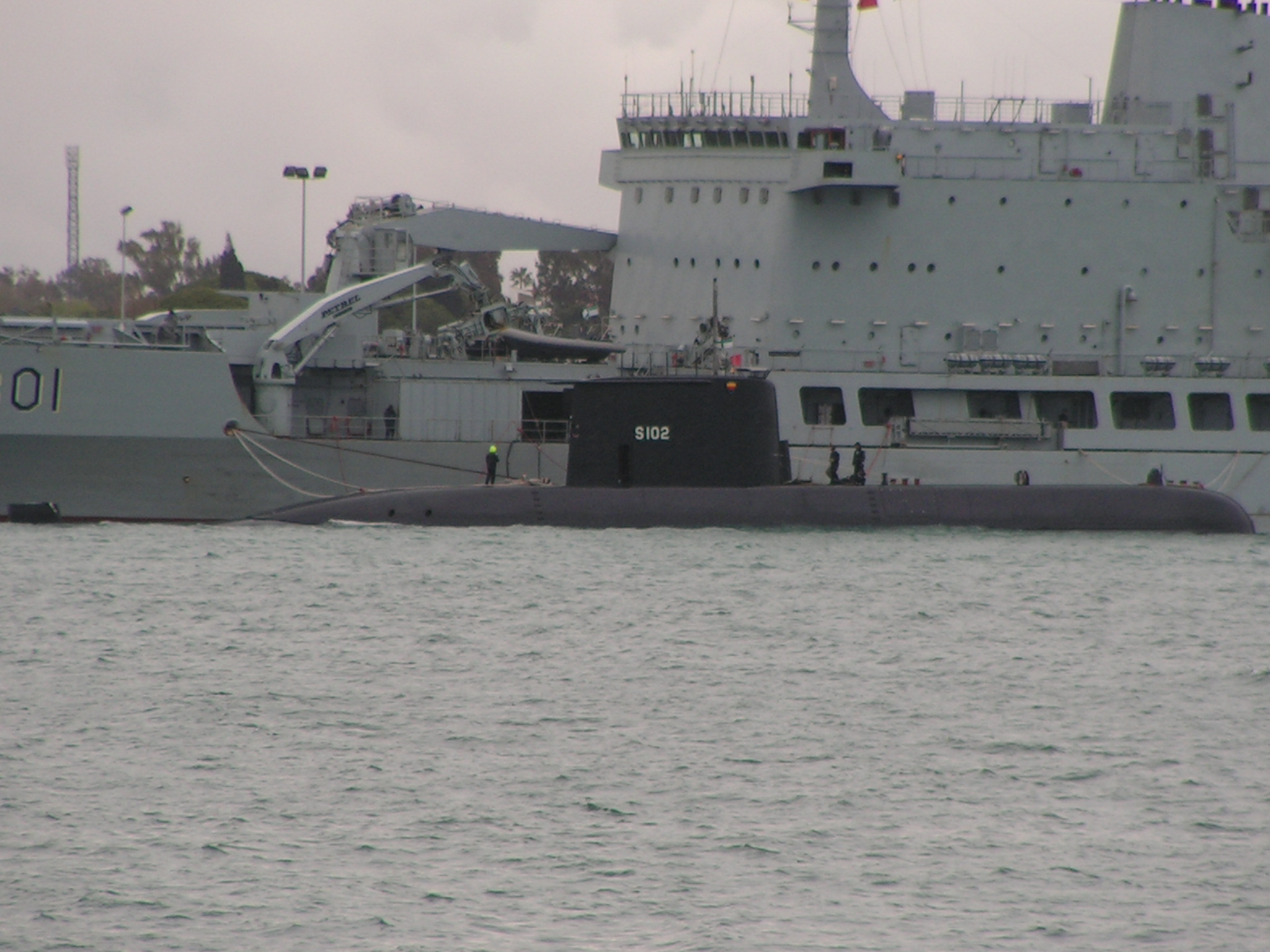
Le SAS Charlotte Maxeke en 2007.

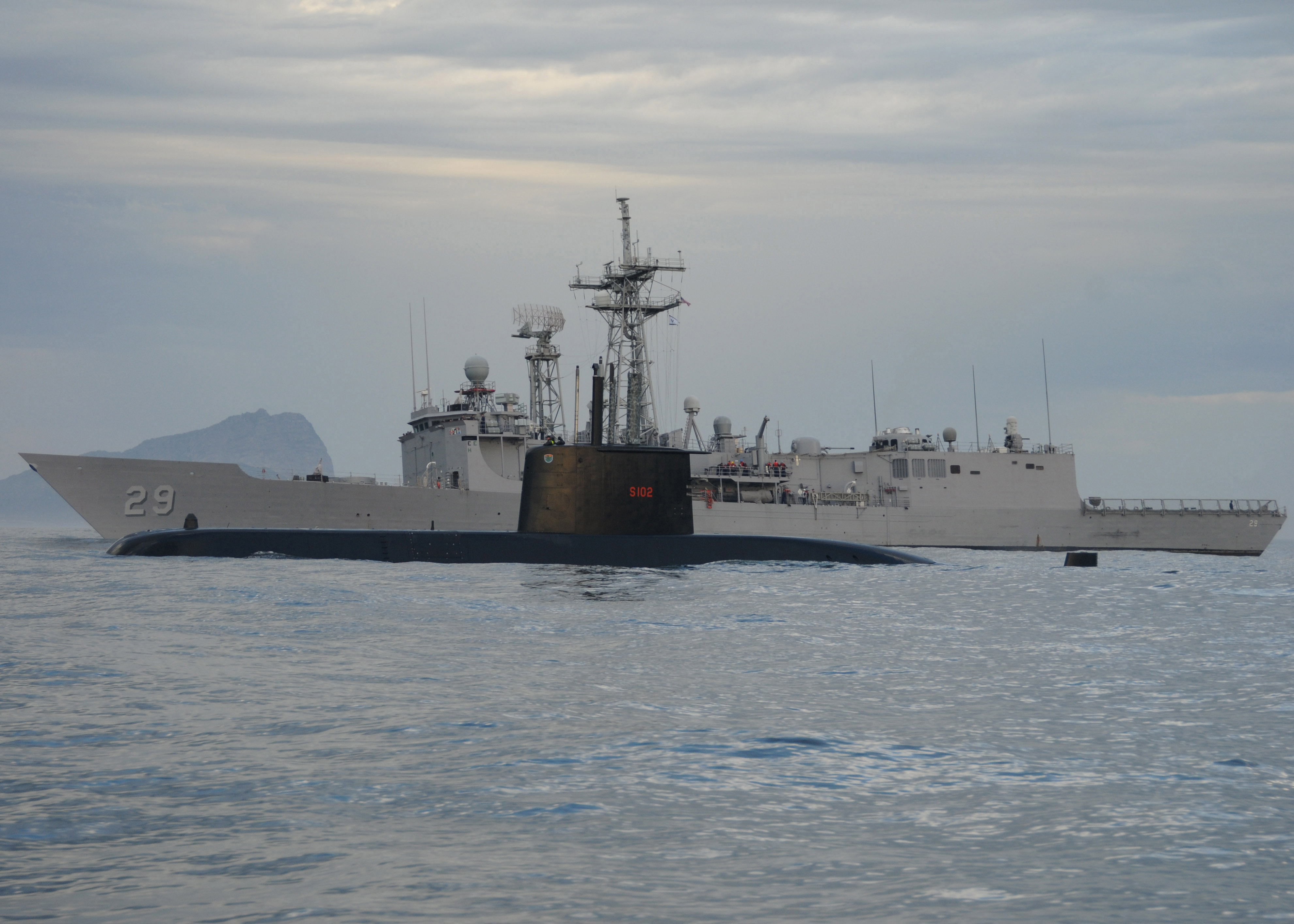
La frégate participe à des exercices avec le SAS Charlotte Maxeke.

Le SAS Charlotte Maxeke est arrivé à Simon's Town le 7 avril 2006.
En 2010, il a réalisé un déploiement lors d’ATLASUR VIII, des exercices entre les forces de défense brésiliennes, argentines, uruguayennes et sud-africaines.
En 2021, le SAS Charlotte Maxeke était en cours de réaménagement au chantier naval Armscor. Un financement d’un montant de 189 millions de rands aurait été mis à disposition pour assurer l’achèvement du carénage au cours de l’exercice 2023-2424 .